# Crossotus argenteus
Crossotus argenteus es una especie de escarabajo longicornio del género Crossotus, tribu Ceroplesini, subfamilia Lamiinae. Fue descrita científicamente por Hintz en 1912.

## Descripción
Mide 9-13 milímetros de longitud.

## Distribución
Se distribuye por Etiopía, Kenia, Somalia y Tanzania.